# Aiglsbach
Aiglsbach là một đô thị thuộc huyện Kelheim, bang Bayern, Đức.
Aiglsbach có diện tích 39,97 km2, dân số cuối năm 2006 là 1647 người.